# Unconditional Love (песня Тупака Шакура)
«Unconditional Love» — песня Тупака Шакура выпущена как второй посмертный промосингл к альбому лучших хитов Greatest Hits в 1999 году. Сингл достиг 73 позиции в чарте airplay chart.

## Запись
Композиция «Unconditional Love» была написана Тупаком рэперу MC Hammer'у который был подписан на лейбл Death Row Records. Перед тем как отдать песню MC Hammer'у Тупак записал демо-версию.
Первая версия композиции вышла в альбоме MC Hammer'а Family Affair в 1998 году с изменённым тексом самим MC Hammer'ом, и только в 1999 году вышла вторая версия в альбоме Тупака с изначальным текстом.
Также на версию Тупака был снят видеоклип, сюжет которого происходит в студии Death Row Records. В записи клипа принял участие Tha Realest.